# 南利阿布峇卡
南利阿布峇卡（1945年—2023年4月23日），马来西亚新闻主播及配音员，曾任马来西亚广播电视台（RTM）新闻主播。

## 生平
1970年代至1980年代，南利阿布峇卡任马来西亚广播电视台（RTM）新闻主播。南利阿布峇卡因活跃于电台及电视广告而被誉为“金嗓子”。
南利在1977年主演了由晋山苏丁执导并出演的電影《Menanti Hari Esok》。他曾与比·南利出演《Gagak Hitam》并在片中扮演了一個新闻主播。

## 逝世
2023年4月23日，南利离世，享年78岁。